# 小田原インターチェンジ
小田原インターチェンジ（おだわらインターチェンジ）は、神奈川県小田原市東町にある西湘バイパスのインターチェンジである。大磯方面のみ出入り可能なハーフICである。

## 接続する道路
- 国道1号

## 歴史
- 1967年（昭和42年）1月18日：供用開始。

## 周辺
- 小田原駅
- 山王川

## 隣
E84 西湘バイパス
酒匂IC - 小田原IC - 早川JCT - 早川IC